# Jednostka regionalna Samos
Jednostka regionalna Samos (nwgr.: Περιφερειακή ενότητα Σάμου) – jednostka administracyjna Grecji w regionie Wyspy Egejskie Północne. Powołana do życia 1 stycznia 2011 w wyniku przyjęcia nowego podziału administracyjnego kraju. W 2021 roku liczyła 32 tys. mieszkańców.
W skład jednostki wchodzi tylko jedna gmina: Samos.